# Маджалла

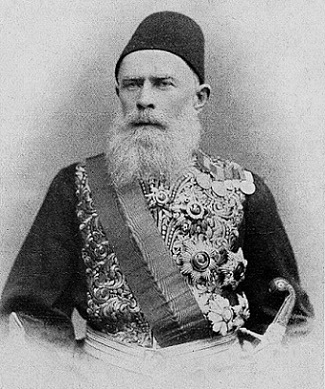
Ахмет Джевдет паша (1822–1895), головний укладач Маджалли

Маджалла (також транслітерації  Mecelle, Mejelle, Majalla, Medjelle, Meğelle → від старотур. Mecelle-ʾi Aḥkām-ı ʿAdlīye → від араб. مجلة الأحكام العدلية, Majallah el-Ahkam-i-Adliya) — цивільна кодифікація Османської імперії кінця 19 — початку 20 століть. Була першою спробою кодифікації частини шаріатського права ісламських країн.
Кодекс був підготовлений комісією на чолі з Ахметом Джевдетом пашою і виданий у шістнадцяти томах (що містять 1851 статтю) в період з 1869 по 1876 роки. Набув чинності 1877 року. Його структура і концепція явно позначилися впливом ранніх європейських кодифікацій. Покриваючи більшість сфер цивільного права, Маджалла не охоплює сімейне право, який зостається в царині релігійного права.
Наповнення кодексу засноване на правової традиції Ханафі, яка мала офіційний статус в імперії. Водночас, цей зміст поставлений у європейську форму кодексу.
Оскільки Маджалла застосовувалася у світських (nizamiye) судах, а також у шаріатських судах імперії, євреї і християни також підлягали юрисдикції ісламського права, а не їх власним законам, але вони могли бути також свідками в суді.
Після розпаду Османської імперії, що трапилося після Першої світової війни, Маджалла тривалий час зберігала вплив у більшості своїх держав-наступників (крім Єгипту, де вона ніколи не діяла). Це пояснюється тим, що вона була ефективною, послідовною, і важко зрушуваною. Вона продовжувала застосовуватися:
- у Туреччині до 1926 року, і була замінена Цивільним кодексом Туреччини;
- в Албанії до 1928 року;
- у Лівані до 1932 року;
- у Сирії до 1949 року;
- в Іраку до 1953 року;
- на Кіпрі до 1960 року;
- у Британській Палестині, а потім в Ізраїлі формально до 1984 року, хоча окремі закони поступово витіснили його в часи мандату, а також у 1960-х і 1970-х роках[3].

Маджалла все ще залишається основою цивільного права в Йорданії та Кувейті.

## Огляд

### Книга 1: Продаж
Перша книга Маджалли складається з семи розділів, які зосереджуються на юриспруденції та кодифікації законів про продаж. Вони включають стандарти договорів, предмет продажу, питання, що стосуються ціни, доставки-отримання, а також опис різних категорій речей, що продаються.

### Книга 2: Оренда
Книга 2 є юридичною кодифікацією обставин, пов'язаних з орендою (наймом, прокатом). Ця книга містить загальні характеристики оренди, питання договору оренди, ціни оренди, строку оренди, типів орендних речей та вимог до них, прав та обов'язків орендаря й орендодавця після укладення договору, питання компенсації.

### Книга 3: Гарантія
Книга 3 стосується гарантування правочинів. Вона включає питання укладення і розірвання договору поруки.

### Книга 4: Переведення боргу
Ця книга включає питання договорів, які стосуються переведення боргу (цесія).

### Книга 5: Застава
Застава означає «відкладення» певного майна (найчастіше нерухомості), за рахунок якого згодом можна буде отримати компенсацію в рахунок задоволення претензії кредитора.
Книга 5 включає в себе загальні засади договору застави, положення про заставодавця та заставодержателя, правила продажу заставного майна.

### Книга 6: Довірче управління й опіка над майном
Ця книга містить всю юридичну інформацію, що стосується довірчого управління й опіки. Довірче управління передбачає, що одна людина бере річ від іншої людини для безпечного зберігання. Організації довірчого управління (трасти) можуть також здійснювати товарне кредитування (лізинг). Книга включає загальні умови опіки над майном, а також положення щодо передачі майна на зберігання і лізингових операцій із ним.

### Книга 7: Дарування
Дарування є наданням права власності на майно іншій особі без отримання чогось натомість. Ця книга складається з двох розділів, у яких розповідаються питання, пов'язані з договором дарування і основні правила, що стосуються цієї дії, наприклад підстави для відкликання подарунка.

### Книга 8: Неправомірне привласнення і знищення майна
Неправомірне привласнення має місце коли людина приймає і зберігає чуже майно без згоди власника. Ця книга складається з законоположень про протиправне привласнення і руйнування чужого майна та ін. Ця книга також визначає пряме і непряме знищення майна та правові наслідки, пов'язані з кожним із цих типів знищення майна.

### Книга 9: Заборони, обмеження і переважне право купівлі
У цій книзі заборона означає заборону для будь-якої конкретної людини розпоряджатися її власним майном; обмеження означає заборону незаконного примушування особи вчиняти щось без її згоди під впливом страху. Переважне право купівлі означає право придбання майна конкретною персоною, перш ніж продавець запропонує продати його будь-кому іншому. Ця книга визначає питання, пов'язані із заборонами для неповнолітніх, божевільних і недоумкуватих, а також марнотратників і боржників. Відносно переважного права купівлі книга включає в себе умови, пов'язані з колом управнених осіб, порядком пропонування переважної купівлі, і практичними цілями таких операцій.

### Книга 10: Спільна власність
Ця книга складається з норм про спільну власність, коли певна річ належить більш ніж одній людині. У цій книзі, є відмінність між двома класами спільної власності. Перший клас — коли виникає спільна власність за рахунок придбання або прийняття дарунка. Другий клас — коли спільна власність з'являється за рахунок угоди сторін у спільній власності. Ця книга складається з восьми розділів, включаючи законоположення про поділ майна, зведення стін між сусідами, особливості спільного володіння майном, яке не має грошової оцінки, спільних витрат на утримання майна, і добросусідства.

### Книга 11: Представництво
Зміст книги 11 заснований на представництві, що полягає у розширенні прав і можливостей людини за рахунок того, що інша людина виконує певну дію в її інтересах. Ця книга складається з трьох розділів, що стосуються фундаментальних основ і класифікації представництва, умов такої діяльності та суттєвих її елементів.

### Книга 12: Урегулювання і компроміс
Ця книга ділить випадки урегулювання судової справи на три частини, а випадки компромісу в судовій справі — на дві частини.
Урегулювання: Перша частина передбачає урегулювання при визнанні відповідачем позову. Друга частина передбачає урегулювання при запереченні відповідачем позову. Третя частина передбачає урегулювання при мовчанні відповідача за відсутності як визнання, так і заперечення.
Компроміс: Перша частина передбачає компроміс шляхом відмови позивача від підтримання позову. Другий випадок полягає у компромісі внаслідок визнання позову відповідачем і погашення боргу.
Ця книга включає в себе розділи, присвячені укладенню угоди врегулювання, предмету і розгляду врегулювання та основним умовам, що визначають урегулювання і компроміс у судових справах.

### Книга 13: Визнання
Ця книга містить правила щодо умов, що регулюють визнання позову, дійсність визнання позову, цілі та формальні вимоги до визнання позову.

### Книга 14: Позови
Ця книга стосується позовів, де позов є вимогою однієї особи до іншої особи, вчиненою в суді. Книга включає умови і основні правила, що стосуються позовів та захисту від них, а також обмеження у подачі позовів.

### Книга 15: Доказування і приведення до присяги
Ця книга складається з чотирьох розділів, які включають закони про характер доказів, документальні свідчення, презумпції доказування, привілейовані докази та приведення до присяги сторін.

### Книга 16: Відправлення правосуддя судами
Ця остання книга Маджалли заснована на відправленні правосуддя, у тому числі кодифікацію статусу суддів, судових рішень, повторного розгляду, арбітражу сторін.